# Saint-Vincent-la-Commanderie
Saint-Vincent-la-Commanderie é uma comuna francesa na região administrativa de Auvérnia-Ródano-Alpes, no departamento de Drôme. Estende-se por uma área de 13,34 km². Em 2010 a comuna tinha 563 habitantes (densidade: 42,2 hab./km²).